# José Verea Bejarano
José Verea Bejarano (Rota 1865 - 1926) fue un sacerdote y escritor español. 

## Obras
- Tratado de Teología pastoral, Homilética, Elementos de Teodicea
- Los Panegíricos.

- Datos: Q5945978